# Junggarsuchus
Junggarsuchus – rodzaj niewielkiego krokodylomorfa z grupy Sphenosuchia żyjącego w środkowej jurze na obecnych terenach Azji. Został opisany w 2004 roku przez Jamesa Clarka i współpracowników w oparciu o przednią część szkieletu obejmującą niemal kompletną czaszkę (IVPP V14010). Skamieniałość tę odkryto w dolnych warstwach formacji Shishugou w prefekturze Ałtaj w chińskim regionie autonomicznym Sinciang. Dolne osady formacji Shishugou, znane też jako formacja Wucaiwan, datuje się na baton–kelowej.
Junggarsuchus był niewielkim krokodylomorfem, dorastał prawdopodobnie do około 1 m długości. W jego czaszce redukcji uległo okno nadoczodołowe, była też ona niekinetyczna. Powiększone miejsca przyczepu mięśni na łukowatej kości jarzmowej i kości nadkątowej dowodzi zwiększenia rozmiarów mięśnia przywodziciela żuchwy. Budową szkieletu pozaczaszkowego Junggarsuchus przypominał inne Sphenosuchia, jednak był jeszcze lepiej przystosowany do lądowego trybu życia. Stopy kończyn przednich były funkcjonalnie trójpalczaste, gdyż pierwszy nie występował, a piąty był stosunkowo mały i nie sięgał podłoża. Układ stawu ramiennego i nadgarstka oraz redukcja zewnętrznych palców stopy sugeruje, że kończyny były wyprostowane i ustawione w płaszczyźnie pionowej. Jego kręgi były małe i nie występowały na nich wyrostki poprzeczne. W przeciwieństwie do wielu krokodylomorfów Junggarsuchus nie miał osteoderm.
Według analizy filogenetycznej przeprowadzonej przez Clarka i współpracowników grupa Sphenosuchia jest parafiletyczna, a Junggarsuchus jest taksonem siostrzanym kladu Crocodyliformes, obejmującego również współczesne krokodyle. Sugeruje to, że obecne u niego specjalizacje czaszki są stanem przejściowym w ewolucji krokodylomorfów.
Nazwa Junggarsuchus pochodzi od Basenu Dżungarskiego w północnym Sinciangu, gdzie odkryto holotyp, oraz zlatynizowanego greckiego słowa souchos, oznaczającego krokodyla. Nazwa gatunkowa gatunku typowego, sloani, honoruje Christophera Sloana, znalazcę holotypu.